# Knock Knock (Smog)
Knock Knock è il settimo album in studio di Bill Callahan, sotto l'alias Smog. È stato pubblicato nel gennaio 1999 attraverso Drag City, e in Europa tramite la Domino Recording Company.
Heather Phares di AllMusic ha dato all'album 4,5 stelle su 5, definendolo "la più sottile raccolta di canzoni di Bill Callahan". Ha aggiunto: "È un album commovente su molti livelli; non solo le canzoni hanno la solita intimità emotiva di Smog , i loro soggetti si allontanano da situazioni difficili e claustrofobiche verso la maturità e l'accettazione."
Michele Romero di Entertainment Weekly ha dato all'album un voto di B +, dicendo: "La scossa energetica gli serve bene, rendendo il delicato spirito spezzato dei suoi testi catartico piuttosto che deprimente." Invece, Samir Khan di Pitchfork ha dato all'album un 9,7 su 10.
NME lo ha elencato come il decimo miglior album del 1999. Steve Jelbert del quotidiano The Independent lo ha nominato il miglior album pop del 1999. Callahan ha affermato che la copertina è un riferimento a "due principi zen: quello della vita è come un lampo o il ruggito di un gatto selvatico" (intervista di Smog sulla rivista Ink Blot).

## Tracce
1. Let's Move to the Country – 3:05
2. Held – 4:02
3. River Guard – 6:22
4. No Dancing – 3:00
5. Teenage Spaceship – 3:58
6. Cold Blooded Old Times – 4:14
7. Sweet Treat – 2:59
8. Hit the Ground Running – 6:56
9. I Could Drive Forever – 5:15
10. Left Only with Love – 2:52